# Bataille de Newtown
 (août 2025).
Si vous disposez d'ouvrages ou d'articles de référence ou si vous connaissez des sites web de qualité traitant du thème abordé ici, merci de compléter l'article en donnant les références utiles à sa vérifiabilité et en les liant à la section « Notes et références ».
Guerre d'indépendance des États-Unis
Batailles
Théatre nord de la guerre d'indépendance après 1777 :
- Cobleskill (en)
- Wyoming Valley
- Big Runaway
- German Flatts (en)
- Unadilla et Onaquaga (en)
- Raid de Carleton (en)
- Cherry Valley
- Minisink
- Expédition Sullivan
- Newtown
- Boyd et Parker (en)
- Raid de Royalton (en)
- Klock's Field (en)
- Johnstown (en)

La bataille de Newtown a eu lieu le 29 août 1779. C'est la principale bataille de l'expédition Sullivan, une offensive armée dirigée par le général John Sullivan à la demande du Congrès continental pour mettre fin à la menace des Iroquois qui s'étaient alliés avec les Britanniques dans la guerre d'indépendance des États-Unis.